# カジミェシュ・シチュルスキ

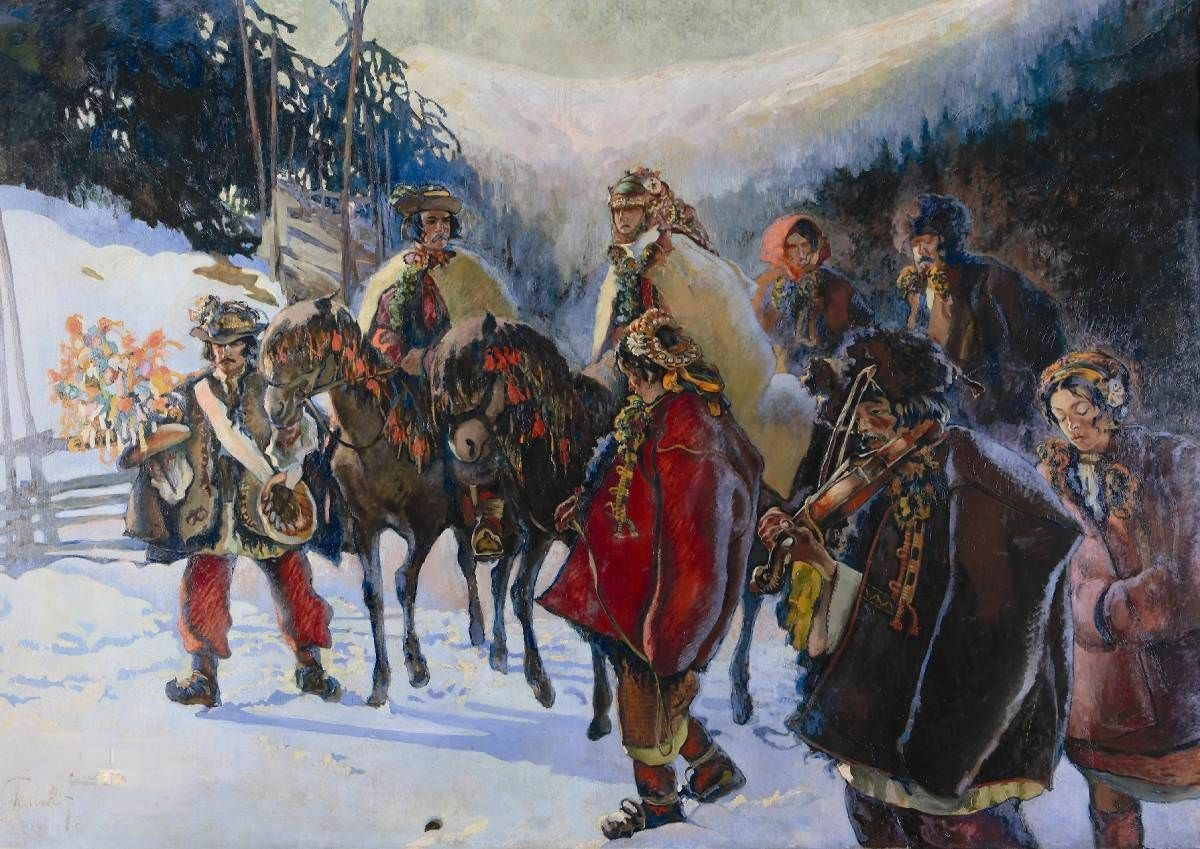
カジミェシュ・シチュルスキ作のフツルの結婚式 (1909)

カジミェシュ・シチュルスキ（Kazimierz Sichulski, 1879年1月17日 - 1942年11月6日）は、ポーランドの画家、版画家、風刺画家である。ポーランドの文学、芸術運動、「若きポーランド」(Młoda Polska)に参加した芸術家の一人である。現在のウクライナの山岳民族、フツル人の伝統衣装の人々を描いた作品などで知られている。

## 略歴
現在のウクライナのリヴィウで生まれた。父親は鉄道技師であったがカジミェシュ・シチュルスキが幼いころに亡くなった。リヴィウ大学で法律をしばらく学んだ後、オーストリア＝ハンガリー帝国陸軍で軍務につき、退役した後は大学に戻らず、1900年から1908年まで、クラクフ美術アカデミーでレオン・ヴィチュウコフスキ、ユゼフ・メホフェル、スタニスワフ・ヴィスピャンスキに学んだ。奨学金を得て、ローマ、ミュンヘンに留学し、パリではアカデミー・コラロッシで学んだ。この間、ブロニスワヴァ・ルドリツカ（Bronisława Rudlicka: 1875–1920）という女優と結婚した。
1903年にクラクフの美術振興協会（Towarzystwo Przyjaciół Sztuk Pięknych w Krakowie）の展覧会に初めて参加し、1905年まで、風刺雑誌「Liberum Veto」の風刺画家としても働いた。1905年に仲間の画家とフツル人の住むウクライナの山岳地域を旅した。1905年にクラクフの多くの文化人が集まったキャバレー「Zielony Balonik(緑の風船)」の初期のメンバーの一人となった。ポーランド・シュトカ芸術家協会（Towarzystwo Artystów Polskich "Sztuka"）の会員になった。ウィーンにも滞在し、ウィーンの前衛芸術家のグループ「ハーゲンブント(Hagenbund)」の展覧会に参加し、1921年まで会員になった。
第一次世界大戦中は、砲兵小隊の指揮官としてで戦った 。戦争画家としても働き、オーストリア陸軍の准尉となり、国防省に勤務した。1916年に離婚し、後に再婚した。
1920年から1930年まで、リヴィウの国立工業学校で教師を務めた。1928年アムステルダムオリンピックの芸術競技の油彩画の部門に多くのポーランドの画家とともに参加した。
1930年から1939年まではクラクフ美術アカデミーで教師を務め、1937年に教授の称号を得た。1938年にポーランド芸術への貢献に対してポーランド文学アカデミー（Polska Akademia Literatury）から賞を得た。
1939年のナチス・ドイツとソビエト連邦によるポーランド占領の後、解職され、健康状態を悪化させ、1942年にリヴィウの病院に入院した後、心臓病で自宅で亡くなった。

## 作品

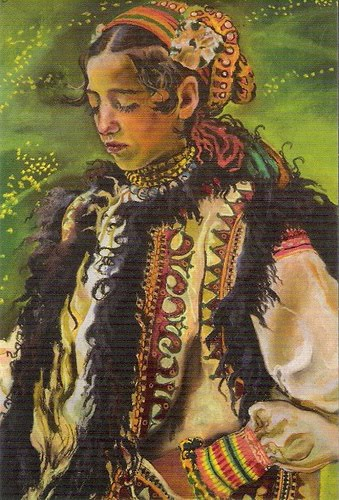
現ウクライナ、フツルの民族衣装の女性 (1906)
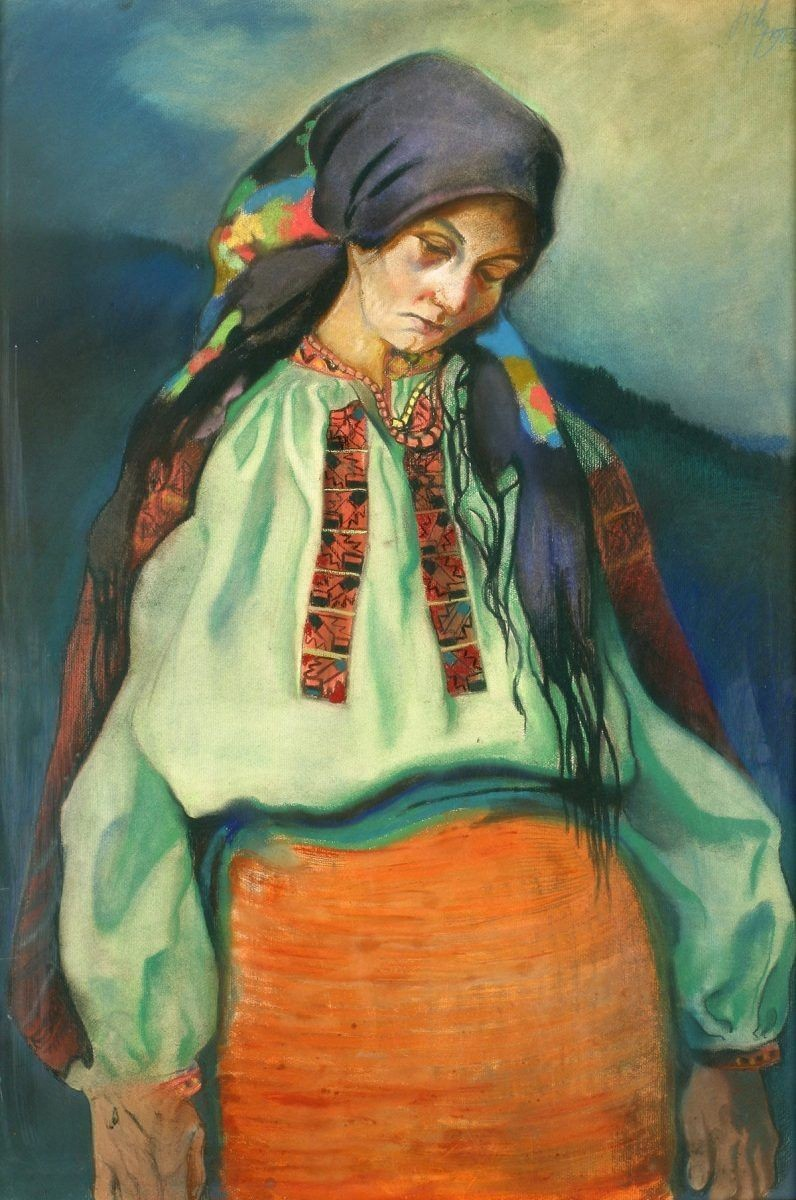
フツルの女性(1913)
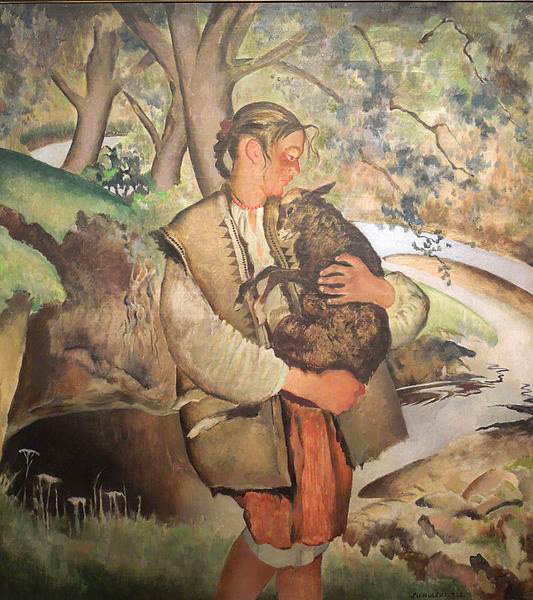
子羊と少女(1927)
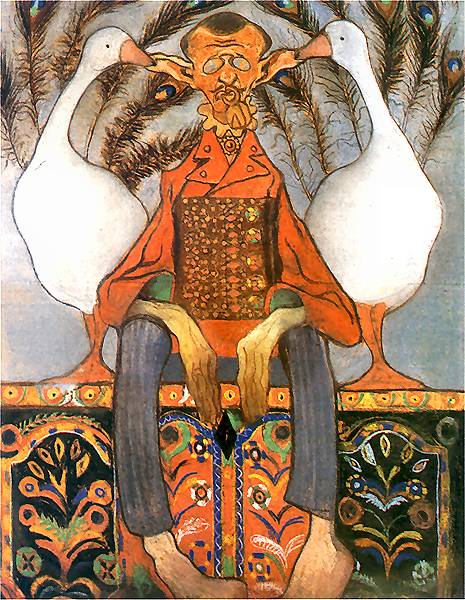
劇作家Lucjan Rydelのカリカチュア(1904)